# Bous-Waldbredimus
Bous-Waldbredimus is een gemeente in het Luxemburgse kanton Remich. De gemeente werd gevormd op 1 januari 2023 door de fusie van de gemeentes Bous en Waldbredimus.

## Gemeentehuis
De gemeente is gevestigd in het voormalige gemeentehuis van Bous maar de bouw van een nieuwe gemeentehuis is gepland op de plek van het verenigingsgebouw Jos Rennel in Waldbredimus.

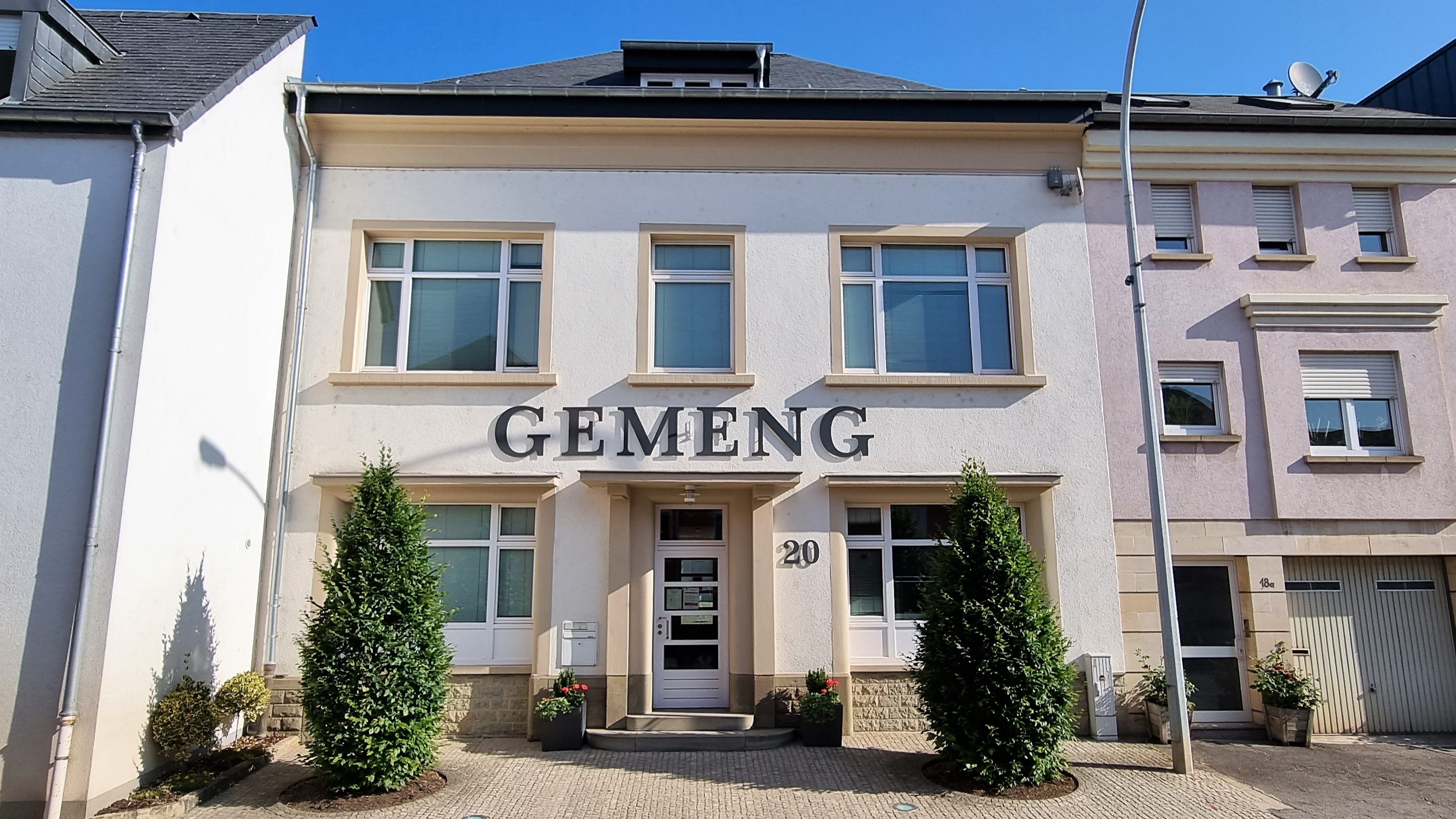
Huidige gemeentehuis te Bous
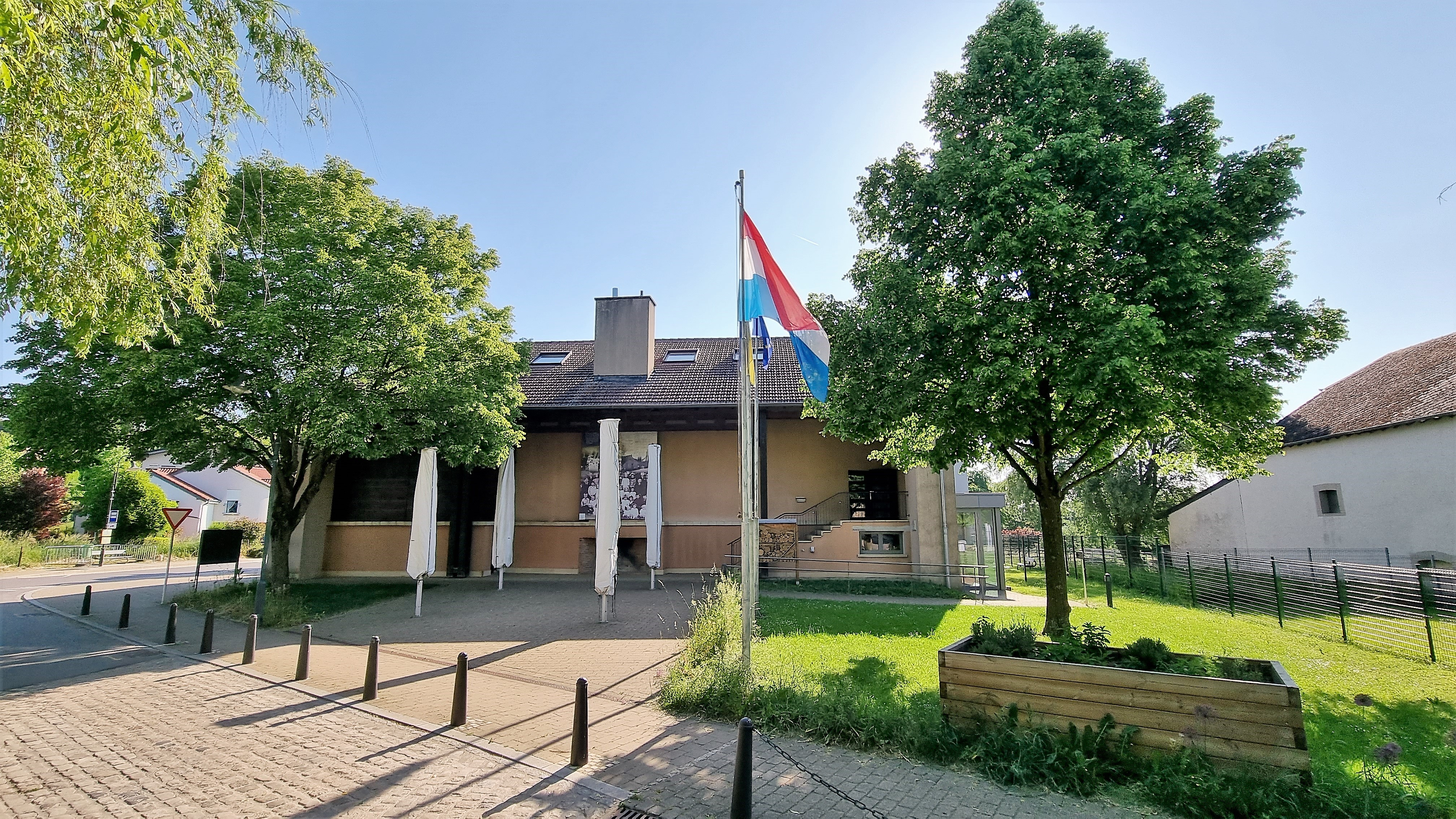
Verenigingsgebouw Jos Rennel te Waldbredimus